# Parafia Matki Boskiej Bolesnej w Gdyni
Parafia Matki Boskiej Bolesnej w Gdyni – rzymskokatolicka parafia usytuowana w gdyńskiej dzielnicy Orłowo przy ulicy ks. Stanisława Zawackiego. Wchodzi w skład dekanatu Gdynia Orłowo, który należy do archidiecezji gdańskiej.
Decyzją arcybiskupa metropolity gdańskiego – Sławoja Leszka Głódzia, z dnia 1 lipca 2019 parafia została mianowania siedzibą dekanatu.

## Historia

### Historia parafii
Najwcześniejsze wzmianki o kościele w Orłowie pochodzą z XVI wieku. Dzisiejsze prezbiterium kościoła jest pozostałością po wzniesionej w latach 1568–1572 (przez Gergena Rosenberga) świątyni w Małym Kacku.
Około roku 1585 kościół został rozbudowany przez syna Gergena – Jerzego Rosenberga, burgrabię i burmistrza Królewskiego Miasta Gdańska, a jednym z dowodów na to, że to on był fundatorem kościoła olejny obraz wotywny przedstawiający klęczącego przed krzyżem mężczyznę w zbroi, datowany na przełom XVI i XVII wieku. W dolnym narożu obrazu widnieje herb donatora – klęczącego mężczyzny; który należał do rodu Rosenbergów.
Obraz Ukrzyżowanie z epitafium z 1612 – obecnie jest częścią epitafium, które do lat 80. XX wieku wisiało w kościele; niestety w wyniku braku odpowiedniej konserwacji, zabytek ten uległ zniszczeniu, zachował się jedynie obraz, który od 1987 znajduje się w Muzeum Diecezjalnym w Pelplinie.
Przynależność świątyni co do kultu religijnego jest kwestią sporną; nie jest pewne, czy należała ona do katolików czy luteran. Przypuszcza się, że istniały dwa obiekty kościelne w tym samym czasie i były własnością poróżnionych ze sobą wspólnot wyznaniowych – katolickiej i luterańskiej.

### Architektura pierwszego kościoła
Kościół około 1940 roku.
Obecne prezbiterium kościoła Matki Bożej Bolesnej stanowi przeważającą część pierwszego kościoła. Wykazuje ono dużą solidność budowlaną. Był to kościół orientowany na planie krzyża łacińskiego z drewnianą wieżą, będącą elewacją zachodnią. Był to niski i przysadzisty, charakterystyczny dla wiejskiego pejzażu pomorskiego – kościół.

### Zniszczenia wojenne
Mimo oporu armii niemieckiej, Gdynia została w miarę szybko wyzwolona przez Armię Czerwoną nadchodzącą ze wschodu. W czasie działań wojennych kościół bardzo ucierpiał, zniszczona została dobudówka, wieża z dzwonem i plebania.
Zaraz po wojnie ks. Stefan Kwiatkowski decydował się przejąć w duszpasterską opiekę tę część; którą dziś obejmuje parafia orłowska. Był to przedwojenny wikariusz w Małym Kacku i okupacyjny wikariusz na Grabówku – ksiądz mocno związany z Gdynią.
Zamieszkał tymczasowo u państwa Zegarskich. 13 maja 1945 nadeszła nominacja ks. Kwiatkowskiego na administratora parafii. Nowy administrator poświęcił cmentarz i jako pierwszych w obrządku rzymskokatolickim, pochowano na nim ekshumowanych żołnierzy polskich, którzy polegli w obronie Gdyni we wrześniu 1939. W 1953 cmentarz powiększono w kierunku Kaczej rzeki. Zaraz na początku istnienia parafii ukształtowała się jej granica – uwzględniając położenie kościoła, przyłączono 14 ulic leżących na południe od nasypu kolejowego; wyłączając je z parafii Mały Kack.
W 1952 roku biskup chełmiński przysłał do Orłowa pierwszego wikariusza – ks. Stanisława Zawackiego. W maju 1957 parafię wspomaga drugi wikariusz – ks. Zygmunt Trela.

### Budowa kościoła
Stary kościół, który dzisiaj oglądamy jako zabytkowe prezbiterium, nie mógł pomieścić nowej parafii. Osiągał on wymiary 9 m szerokości i 18 m długości. Po wielu staraniach uzyskano zgodę na maksymalne wymiary nowej części; korpusu trzynawowego i wieży: 25 m długości i 15 m szerokości.
Kościół wzniesiono w stanie surowym, bez dokończenia wierzy w 1949 roku. Prawdziwą perłą wśród eksponatów nowej części jest ambona ze starego kościoła; wykonana w 1648.
- Rozbudowa kościoła w 1949;
- Budowa nawy bocznej w 1949;
- Budynek starej plebanii został rozebrany w 2003;

Działalność duszpasterską na terenie parafii prowadzą zakony: serafitek, urszulanek, elżbietanek, dominikanek i karmelitanek bosych oraz  działa Charytatywna Grupa św. Antoniego. Grupa ta co roku organizuje festyn charytatywny "Skarby ze Stryszka". Dochód z festynu jest przeznaczony na wypoczynek wakacyjny dla najbiedniejszych dzieci z parafii. Organizowany jest też świąteczny bazar, który odbywa się przed świętami w centrum handlowym "Klif" w Gdyni Orłowie oraz w domu parafialnym. Grupa własnoręcznie wykonuje ozdoby, które są sprzedawane. Dochód zostaje przekazany na rzecz domu samotnej matki w Gdańsku Matemblewie i hospicjum św. Wawrzyńca w Gdańsku.

## Proboszczowie
- 1945–1973: ks. Stefan Kwiatkowski
- 1973–1998: ks. prał. Stanisław Zawacki[3]
- 1998–2017: ks. kan. Krzysztof Rybka[4]
- od 28 V 2017: ks. kan. dr Tomasz Biedrzycki[5]
  - dziekan od 1 VII 2019